# Abbot (månkrater)
Abbot är en liten nedslagskrater på månen som är lokaliserad på den fårade marken mellan Mare Fecunditatis i söder och väster, och Mare Crisium i norr. Det är en rund krater med ett koppformat innandöme. De inre kraterväggarna sluttar nedåt till mittpunkten, och inga kollisions- eller andra märken syns på insidan av kraterranden.
Den här formationen betecknades Apollonius K innan den namngavs av IAU. Abbot har fått sitt namn efter den amerikanske astronomen Charles Greeley Abbot. Kratern Apollonius ligger till öst om kratern Abbot.